# Gornet (gmina)
Gornet – gmina w Rumunii, w okręgu Prahova. Obejmuje miejscowości Bogdănești, Cuib, Gornet i Nucet. W 2011 roku liczyła 2928 mieszkańców.